# Cantón de Rosans
El cantón de Rosans era una división administrativa francesa, que estaba situada en el departamento de Altos Alpes y la región de Provenza-Alpes-Costa Azul.

## Composición
El cantón estaba formado por nueve comunas:
- Bruis
- Chanousse
- Montjay
- Moydans
- Ribeyret
- Rosans
- Saint-André-de-Rosans
- Sainte-Marie
- Sorbiers

## Supresión del cantón de Rosans
En aplicación del Decreto nº 2014-193 de 20 de febrero de 2014, el cantón de Rosans fue suprimido el 22 de marzo de 2015 y sus 9 comunas pasaron a formar parte del nuevo cantón de Serres.